# Giuseppe Baretti

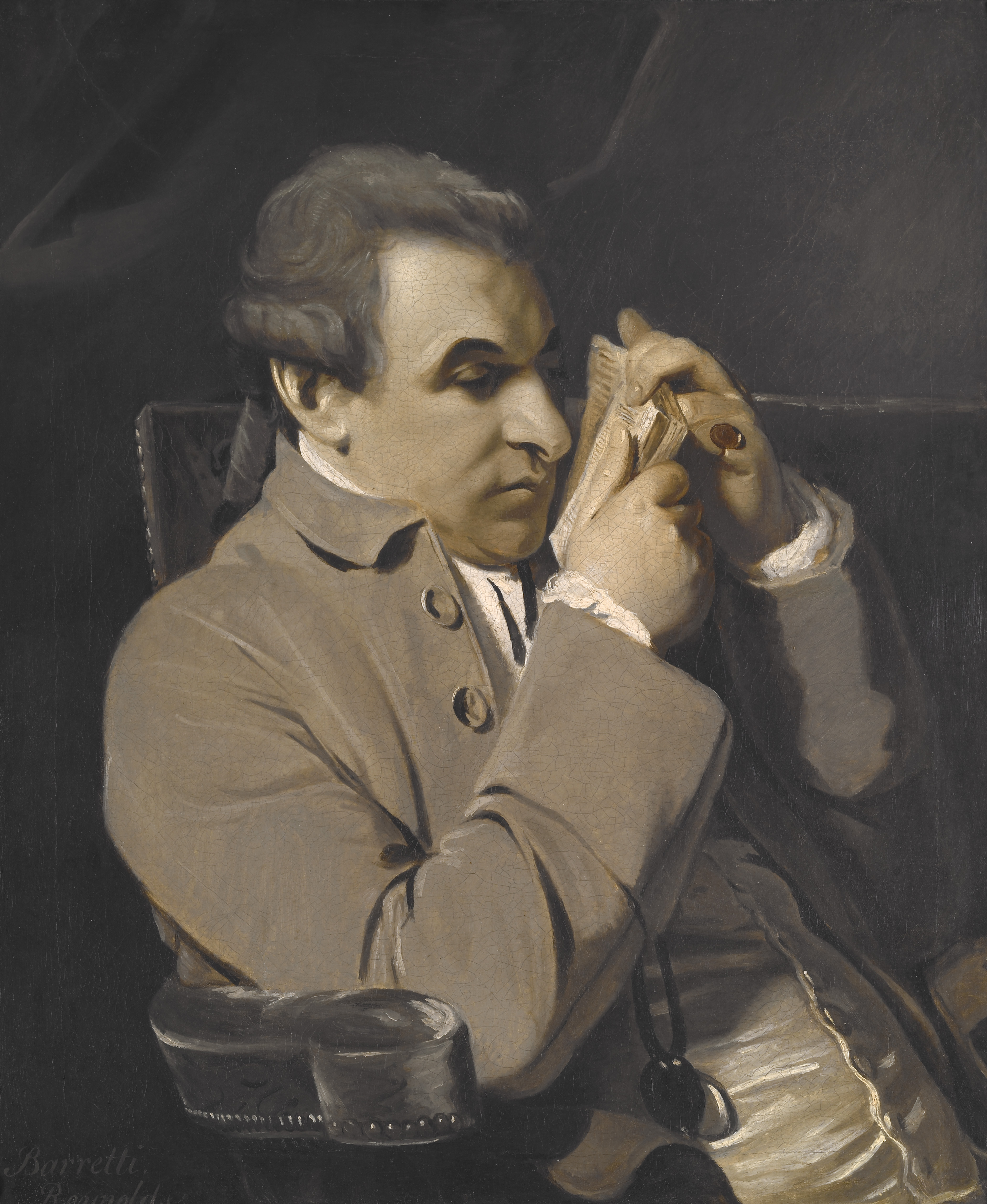
Giuseppe Baretti

Giuseppe Marco Antonio Baretti (auch bekannt unter dem Herausgeber-Pseudonym Aristarco Scannabue; geboren am 24. April 1719 in Turin, gestorben am 5. Mai 1789 in London) war ein italienischer Literaturkritiker, Übersetzer, Dichter, Journalist, Dramaturg, Lexikograph und Linguist.

## Leben und Werke

### 1719–1747
Giuseppe Baretti wurde als ältester Sohn von Luca Baretti und Anna Caterina Tesio in Turin, der Hauptstadt des vom Haus Savoyen regierten Königreichs Piemont und Sardinien, geboren. Um seine Erziehung zu finanzieren, erhob 1733 der Vater, der als Militärarchitekt am Hof angestellt war, für seinen Sohn Ansprüche auf die Einkünfte einer nach dem Tod eines entfernten Verwandten vakanten Kaplanstelle. So wurde der vierzehnjährige Giuseppe der Klerikerlaufbahn geweiht und wahrscheinlich im Seminar der Hauptstadt angemeldet.
Kulturell und wirtschaftlich gesehen reichte Piemont zu dieser Zeit wohl nicht an andere, weiterentwickeltere Staaten in Italien heran, Turin jedoch war allseits anerkannt als der Sitz einer der ältesten Herrscherdynastien und einer der politisch mächtigsten Kräfte in Europa. Zweifellos konnte Turin als kosmopolitisch gelten, nicht nur wegen der vielen dort ansässigen ausländischen Diplomaten, sondern auch wegen seiner Accademia Reale delle Scienze di Torino, die sich eines außerordentlich guten Rufs und großen Zuspruchs sowohl aus dem lokalen Umfeld als auch aus anderen italienischen und ausländischen Staaten erfreute. Auch die neu modernisierte und nun säkulare Universität von Turin war zu einem Vorzeige-Modell geworden, die berühmte Gelehrte und Lehrende anzog, so auch Girolamo Tagliazucchi, der Rhetorik und Griechisch lehrte und in dessen Kreis von Studenten sich der junge Baretti als Literatur-Liebhaber gelegentlich und ganz informell bewegte.
1735 starb Caterina, die Mutter von Giuseppe und seinen drei Brüdern, Filippo, Giovanni und Amedeo. Einen Monat später heiratete der Vater Luca Baretti, die aus einer wohlhabenden und bedeutenden Familie stammende Genoveffa Astrua, die ihrerseits einen Cicisbeo bzw. cavalier servante mit in die Familie einbrachte. Diese familiäre Konstellation führte schließlich zum Bruch Giuseppes mit dem Vater, nicht zuletzt auch weil dieser die Neigung zur Literatur des Sohnes heftig bekämpfte. Am Ende der Fastenzeit 1737 gab Giuseppe Baretti die sichere geistlichen Karriere auf und verließ Familie und Heimatort. Zunächst ging er nach Guastalla und kam bei seinem Onkel Giovanni Battista, dem jüngeren Bruder seines Vaters, unter, der eine Sekretärsstelle am dortigen Fürstenhof innehatte und Giuseppe eine Anstellung bei einem fürstlichen Kämmerer und Händler besorgte. Dort traf Baretti auf den Dichter Carlo Cantoni, der nun Barettis literarische Studien begleitete, ihn unterstützte und von ihm stets – zusammen mit Tagliazucchi – als Lehrmeister gesehen wurde.
In diese Zeit fallen erste lyrische Versuche, die sich an den Großen der italienischen poetischen Tradition in Genres wie der Burleske, des Satirischen und Komischen oder dem italienischen Heldenepos orientierten: an Luigi Pulci, Francesco Berni, Ludovico Ariosto, Niccolò Machiavelli, Antonio Francesco Grazzini und Lorenzo Lippi. Zu diesem Typus von Dichtung – als Gegenentwurf zur als süßlich-frivol eingeschätzten lyrischen Produktion der zahlreichen Dichter aus dem Umkreis der Accademia dell’Arcadia konzipiert – zählt auch diejenige von Vittore Vettori, einem Dichter und Arzt aus Mantua, mit dem Baretti in jenen Jahren korrespondierte, und von diversen anderen, mit denen er später in Venedig und schließlich Mailand (wo er in die Accademia dei Trasformati aufgenommen wurde) Bekanntschaft schloss. Nach dem Aufenthalt in Guastalla verbrachte Baretti ab 1742 zwei Jahre in Cuneo als Angestellter in der neu errichteten Zitadelle. In dieser Zeit entstanden die Stanze al Padre Serafino Bianchi da Novara (veröffentlicht 1744) und die unveröffentlicht gebliebene Liberazione di Cuneo. Nach Turin kehrte Baretti nur kurz 1744 anlässlich des Todes seines Vaters zurück; danach begab er sich auf der Suche nach einer Anstellung weiter nach Mailand und Genua.

### 1747–1751
Seit dem Frühling 1747 in Venedig verkehrte er schließlich im literarischen Zirkel von Carlo Gozzi, dessen Bruder Gasparo und Luisa Bergalli, denen er freundschaftlich verbunden war, ebenso wie in der Accademia dei Granelleschi. Die Lettere di Giuseppe Baretti torinese ad un suo amico di Milano sopra un certo fatto del Dottor Biagio Schiavo da Este (Venedig 1747) sind eine frühe Probe von Barettis polemischem Schreiben; aus wirtschaftlichen Gründen nahm er den Auftrag zu einer recht mittelmäßig ausgefallenen Übertragung der Tragödien Corneilles ins Italienische in versi sciolti an. In den dazu beigefügten Prefazioni alle tragedie di Pier Cornelio (1747–1748) zeigte Baretti jedoch einige von nun an kontinuierlich in seinem Werk weiterentwickelte Aspekte, die von der Forschung bis heute rezipiert werden: seinen polemischen, dabei aber einnehmenden und modernen Schreibstil, die Einschätzung des italienischen Heldenepos als in diesem Genre unübertroffen, den Vorwurf an die französischen Kritiker der Arroganz und Ignoranz gegenüber anderen, z. B. der italienischen Literatur und Sprache.
1750, wieder zurück in Turin, entwickelte Baretti zunächst ein dramatisch-musikalisches Werk (Musik G. A. Gray), Fetonte sulle rive del Po, anlässlich der Feierlichkeiten für die Hochzeit des zukünftigen Vittorio Amedeo III di Savoia mit der spanischen Infantin Anne Marie de Bourbon-Orléans. Vergebens bemühte er sich um eine feste Anstellung in der sabaudischen Hauptstadt: Die ablehnende Haltung im Senat der Universität gründete sich auf Barettis polemischer Kritik am Nachfolger seines Lehrers Tagliazucchi, dem ‚pedante‘ Giuseppe Bartoli, dem Primo cicalamento di Giuseppe Baretti sopra le Cinque lettere del sig. Giuseppe Bartoli intorno al libro, che avrà per titolo ‚La vera spiegazione del Dittico Quiriniano‘ (1750). Als auch der inzwischen veröffentlichte erste Band seiner Gedichtsammlung Le piacevoli poesie (I: 1750; II: 1764) daran nichts änderte, entschloss sich Baretti, Italien zu verlassen und nach England zu gehen. Maßgeblich an dieser Entscheidung beteiligt war sein lebenslanger Freund und Förderer James Caulfield, Viscount Charlemont, ein Kenner italienischer Literatur, auf den Baretti in Turin getroffen war.

### 1751–1760
Ab 1751 lebte Baretti in London, zunächst bei seinem Turiner Landsmann, dem seinerzeit berühmten Geiger und Komponisten Felice Giardini, einem Vertreter des Galanten Stils, der in London die Italian Opera leitete. Mittlerweile wurden zwei unveröffentlicht gebliebene musikalische Intermezzi von Baretti aus dieser Zeit nachgewiesen: Don Chisciotte in Venezia und La Filippa trionfante, sowie das 1753 veröffentlichten Projet pour avoir un Opéra italien à Londres dans un goût nouveau und La Voix de la Discorde ou la bataille des violons. Histoire d’un attentat séditieux et atroce contre la vie et les biens de cinquante chanteurs et violonistes. Ob Baretti eine offizielle Anstellung im Musikbetrieb Londons innehatte, ist in der Forschung ungeklärt geblieben, seine Beiträge jedoch sind auf jeden Fall als aufmerksame intellektuelle Einmischungen in den zeitgenössischen Kulturbetrieb der neuen Umgebung einzuschätzen. Nach gründlichem Studium beherrschte Baretti die englische Sprache bald außerordentlich gut und fand schnell Zutritt zu den wichtigsten literarischen Kreisen der englischen Hauptstadt; in kürzester Zeit machte er die Bekanntschaft von Henry Fielding, Charlotte Lennox, Samuel Richardson, Edmund Burke, Oliver Goldsmith und anderen, David Garrick, Joshua Reynolds und Samuel Johnson wurden zu lebenslangen Freunden. In England wurde Baretti zu einem engagierten und geschätzten Vermittler italienischer Sprache, Literatur und Kultur, z. B. durch die Veröffentlichung der Italian Library (1757), einer kommentierten, nach Genres und Themen sortierten Übersicht über die wichtigsten Werke italienischer Literatur samt einer History of the Italian tongue, in der im Übrigen erstmals der Ausspruch Galileos, „E pur si muove!“ [„Und sie bewegt sich doch!“] dokumentiert ist. 1760 erschien Barettis wohl erfolgreichste Arbeit, die ihm zu Ansehen und Einkommen verhalf, A Dictionary of the English and Italian languages, dem eine Italian and English Grammar beigefügt ist, und die in etlichen Auflagen erschien.

### 1760–1766
Im August 1760 unternahm Baretti, als Reisebegleiter des jungen Lord Southwell auf dessen Grand Tour engagiert, eine ausgedehnte Reise, die über Spanien, Portugal und Frankreich nach Italien führte und die er in dem Reisebericht Lettere familiari a’ suoi tre fratelli literarisch verarbeitete, dessen erster Band 1762 in Mailand erschien. Trotz des literarischen Erfolges gelang es Baretti aber wieder nicht, dort eine Stellung zu erlangen und er wandte sich, als die weitere Veröffentlichung auch noch durch eine diplomatische Intervention des portugiesischen Botschafters blockiert wurde, nach Venedig, wo 1763 der zweite von eigentlich geplanten vier Bänden erschien.
Zwischen 1763 und 1765 publizierte Baretti die Zeitschrift La frusta letteraria, die mit der fiktiven Herausgeberfigur Aristarco Scannbue und ihren unerschrockenen Kritiken in polemischem Stil auch über Italien hinaus Aufsehen erregte und Erfolg hatte. Die englischen Moral Weeklies boten eine literarische Orientierung für La frusta letteraria, speziell speiste sich dieses Projekt einer modernen Zeitschrift aber auch aus den direkten Erfahrungen und Erkenntnissen, die Baretti persönlich in England gesammelt hatte, in der Forschung wird sie als bedeutendes Bindeglied zu seinem literarischen Schaffen während seiner zweiten Lebensphase in England eingeschätzt. Abgesehen von medial-formalen Aspekten und dem glühenden Plädoyer für eine moderne zeitgenössische italienische Literatur ist La frusta letteraria sowohl als poetologisch ambitioniertes als auch sorgfältig konstruiertes literarisches Gesamtwerk zu lesen. Als La frusta letteraria schließlich wegen einer polemischen Kritik am venezianischen humanistischen Grammatiker und petrarkistischen Dichter Pietro Bembo auch in der Republik Venedig der Zensur zum Opfer fiel, kehrte Baretti 1766 endgültig nach London zurück.

### 1766–1789
Zurück im Kreis von Samuel Johnson und dessen Literary Club konnte Baretti nicht nur sogleich alte Freundschaften wiederbeleben, sondern auch neue Beziehungen knüpfen. Er richtete sein Schreiben nun auf das englische Lesepublikum aus. 1768 erschien als erfolgreiches, wie zuvor schon La frusta letteraria, auch europäisch rezipiertes und nicht zuletzt einträgliches Werk An Account of the Manners and Customs of Italy, gedacht als Antwort auf die Klischees und Falschinformationen, die in diversen Reiseführern in englischer Sprache verbreitet wurden – insbesondere auf Samuel Sharps Letters from Italy (1768). Im folgenden Jahr, 1769, wurde Baretti Secretary for Foreign Correspondence to the Royal Academy of Painting, Sculpture and Architecture, der 1768 neu gegründeten und von Sir Joshua Reynolds geleiteten Akademie, ein zunächst weniger einträgliches als prestigereiches Amt, das ihm jedoch später eine bescheidene jährliche Rente bescherte. 1769 war auch das Jahr der sogenannten Haymarket Affair, über die in der zeitgenössischen Presse breit berichtet wurde: Baretti stand wegen einer Mordanklage vor Gericht, wurde jedoch, nach Zeugenaussagen zahlreicher seiner Freunde, Johnson, Reynolds etc. und seiner selbst gehaltenen Verteidigungsrede von allen Vorwürfen freigesprochen. 1770 erschien schließlich, nach einer zweiten Reise nach Spanien, A Journey from London to Genoa, through England, Portugal, Spain and France – eine vollständige und erweiterte, teilweise modifizierte Fassung der Lettere familiari a’ suoi tre fratelli (1760–1762) in englischer Sprache und für das englische Publikum gedacht. Auch dieses Werk wurde ein kommerzieller Erfolg; es folgten bald Übersetzungen ins Deutsche und Französische. Wie die Lettere setzte es Maßstäbe für eine neue, literarisch anspruchsvolle Reiseliteratur.
1772 publizierte Baretti ein weiteres Werk, dessen pragmatischer und kulturvermittelnder Charakter schon im Titel angekündigt ist: An Introduction to the most useful European languages, consisting of select passages from the most celebrated English, French, Italian and Spanish authors. With translations as close as possible; so disposed, in columns, as to give in one view the manner of expressing the same sentence in each language. Intended for the use of foreigners, merchants, and gentlemen who make the knowledge of those languages their study. Im gleichen Jahr erschien bei Barettis Verleger Davies eine Gesamtausgabe Tutte l’opere di Niccolò Macchiavelli, von Baretti herausgegeben und mit einer umfangreichen Prefazione versehen. Ab 1773 wirkte Baretti als Privatlehrer in der Familie von Henry Thrale, einem zu Reichtum gelangten Bierbrauer, und dessen Frau, Hester Lynch Thrale, die häufig auch den Kreis von Samuel Johnson auf ihren Landsitz in Streatham Park einluden. Baretti unterrichtete vor allem die Tochter Hester, „Hetty“ bzw. von Baretti „Esteruccia“ genannt, für die er die zweisprachige Easy Phraseology verfasste (1775). 1774 lehnte Baretti einen Lehrstuhl für Italienisch am Trinity College Dublin ab; in der Forschung werden dafür u. a. sowohl die enge Bindung an seine Schülerin und die gesamte Familie Thrale als auch das existenzsichernde Einkommen als Gründe vermutet. Nach einer von Baretti in allen Details geplanten Reise für die Familie Thrale und Samuel Johnson nach Frankreich und Italien in seiner Begleitung, verschlechterte sich das Verhältnis zu Hester Lynch Thrale zunehmend und 1776 gab Baretti die Anstellung auf.
1777 legte Baretti seinen Discours sur Shakespeare et sur Monsieur de Voltaire vor, der gleichzeitig bei Verlagen in London (Nourse) und Paris (Durand) publiziert wurde. Baretti griff damit in eine europäische, lebhaft und polemisch ausgetragene literaturästhetische Debatte um Shakespeare ein und dessen – vermeintliche – Wiederentdeckung auf dem Kontinent durch Voltaire. Baretti entlarvte und kritisierte Voltaires mangelndes sprachliches wie kulturelles Verständnis sowohl der Texte als auch der lebendigen Rezeption in der englischen Kultur seit Shakespeares Lebzeiten und wies gleichzeitig auf die vergleichbare Stellung hin, die das poema epico in der italienischen Kultur einnimmt. Das absolute Maß einer – auch modifizierten – französischen Klassik kann nicht für alle Literaturen gelten – das ist Barettis Gegenposition zu Voltaire. Deshalb und auch weil Baretti mit seinen Shakespeare-Analysen u. a. auf ein Genie-Ideal abzuheben scheint, wurde er von der Forschung bisher häufig, aber möglicherweise voreilig, einer „prä-romantischen“ Ästhetik zugeordnet. Baretti verfasste seinen Discours mit dem Sinn eines modernen Literaturkritikers für ein aktuelles Thema und veröffentlichte ihn deshalb nicht in Italien und nicht in italienischer Sprache, sondern in den Sprachen, in denen die Debatte geführt wurde. So blieb der Text in seiner Zeit lediglich ein Beitrag zu dieser, anstatt zu einem Schlüsseltext der italienischen Literaturästhetik im ausgehenden 18. Jahrhundert zu werden. In diesen Jahren scheiterten schließlich zwei Projekte Barettis zur spanischen Literatur, nämlich eine englische Übersetzung des von ihm hochgeschätzten Don Quixote von Cervantes und die Herausgabe der Historia del famoso predicator Fray Gerundio, einem satirischen Werk von José Francisco de Isla; 1778 aber veröffentlichte er ein überarbeitetes und erweitertes Dictionary Spanish and English, and English and Spanish […], das recht erfolgreich mehrere Auflagen erlebte. Unvollendet blieb dagegen die italienische Übersetzung der Seven Discorses on Art von Sir Joshua Reynolds. 1779 gelangte das Carmen Saeculare von Horaz mit der Musik von François-André Danican Philidor und der Textbearbeitung von Baretti (samt einführender Anmerkungen in englischer Sprache und einer Introduction) zu einigen erfolgreichen Aufführungen. Einigen Verdienst verschaffte Baretti in diesem Jahr auch die Veröffentlichung der Scelta di lettere familiari fatta per uso degli studiosi di lingua italiana. 1781 schließlich erschien von Baretti verfasst A Guide through the Royal Academy.
In die 1780er und letzten Lebensjahre Barettis fielen der Tod des jüngsten Bruders Amedeo, auf dessen Nachricht hin Baretti nach drei Jahren Schweigens einen bitteren Brief an die Brüder verfasste (Lettera 30 giugno 1780), und der Tod des Freundes Samuel Johnson (1784). Auf die Einlassungen von Hester Lynch Piozzi, verwitwete Thrale, in deren Haus Baretti seinerzeit Hauslehrer war, und deren Herausgabe von Johnsons Briefen antwortete Baretti 1788 mit den polemisch-satirischen Strictures on signora Piozzi‘s publication of doctor Johnson‘s «Letters», die im European Magazine erscheinen. Schon 1786 veröffentlichte er noch Tolondron. Speeches to John Bowle about his edition of Don Quixote; together with some account of Spanish literature, einerseits eine harsche Kritik an Bowles Ausgabe des Don Quixote, andererseits aber auch ein kenntnisreicher Abriss spanischer Literatur und eine in ihrer Zeit weitblickende Einschätzung von deren Bedeutung.
Im Mai 1789 starb Giuseppe Baretti in London. Er wurde auf dem inzwischen nicht mehr existierenden Friedhof von Old St. Marylebone begraben, in der heutigen Kirche St. Marylebone ist die Erinnerungstafel angebracht, die Barettis Freunde beim Bildhauer Thomas Banks in Auftrag gegeben hatten.

## Ästhetik, Stil und Rezeption
Baretti wird in der Forschungsliteratur als furchtloser, stolzer, unabhängiger Geist beschrieben, wobei seine Unabhängigkeit oft genug nicht selbst gewählt, sondern den Umständen geschuldet war: eine Existenz als freier Autor war im Italien seiner Zeit kaum möglich, sehr wohl aber in England, wenn auch in sehr bescheidenen Verhältnissen. Seine ausgedehnten Reisen in Europa und ein überwiegend in fremden Ländern gelebtes Leben, seine außerordentliche Begabung und fundierte Kenntnis verschiedener Sprachen, von denen seine stilsicher verfassten englischen Texte ebenso zeugen wie Dictionaries und sprachpraktische Werke, ergeben das Bild eines authentisch kosmopolitischen Autors. Seine Texte sind von wachem Interesse und aufrichtiger Sympathie für ihre Gegenstände gekennzeichnet, seine Analysen sind scharfsichtig und in vieler Hinsicht auch vorurteilsfrei.
Baretti wird oft als kraftvoller Erneuerer, ja eigentlich als origineller Begründer einer modernen italienischen Literaturkritik bezeichnet. In La frusta letteraria mitsamt dem Entwurf zu einem modernen Literaturkritiker in der Figur des Aristarco Scannabue nahm er formal und programmatisch Maß an den ihm durch direkten Kontakt bekannten englischen Zeitschriften wie Spectator, Tatler, Rambler und Idler und entwickelte seine Zeitschrift darüber hinaus zu einem literarisch gestalteten, poetischen Text. Diskursive Strategien, philologisch genaue Kritik, polemisches, ironisches Sprachregister, klare und zeitgemäße Prosa sind die Elemente, die seine (Literatur-)Kritik kennzeichnen. Eine moderne italienische Prosa war eine der ästhetischen Forderungen Barettis, ebenso wie die nach einer alle Genres umfassenden zeitgenössischen italienischen Literaturproduktion, die auf guter Kenntnis der großen Tradition fußen sollte, um sich daraus authentisch und eigenständig weiterzuentwickeln. Sein eigener Stil ist oft von Polemik gekennzeichnet, seine Kritik von Nonkonformismus, das zeigt sich in den Invektiven gegen Vertreter der Accademia dell’Arcadia oder des Petrarkismus, gegen Goldoni und die Caffeisti.
Zeitgenössisch wurde Barettis Frusta ebenso wie seine Reisebeschreibungen und die Dictionaries in ganz Europa breit rezipiert, zum Teil auch in Übersetzungen. Baretti und La frusta wurden zu Vorbildern, ja schließlich zu Metaphern für eine moderne und scharfe Literaturkritik, z. B. als Titel Il Baretti in der 1924 von Piero Gobetti gegründeten Zeitschrift. Für die an Stilepochen orientierte Literaturwissenschaft blieb Baretti, auch als „ribelle conservatore“ (rebellischer Konservativer) bezeichnet, mal als konservativer Aufklärer, mal als Prä-Romantiker schwer einzuordnen. Neuere Forschungen arbeiten jenseits davon seine spezifische Modernität in narrativer und ästhetischer Hinsicht heraus und beleuchten auch kulturwissenschaftliche Kontexte. Barettis Werke sowie der größte Teil der Sekundärliteratur liegen nicht in deutscher Sprache vor. Nur einige wenige von Barettis Werken sind bis heute in modernen, historisch-kritischen Ausgaben veröffentlicht worden; historische Ausgaben sind aber zum Teil digital verfügbar. Ein vollständiges Werkverzeichnis der Originalausgaben inklusive der folgenden Ausgaben und ihrer Übersetzungen sowie ein aktuelles Verzeichnis der Forschungsliteratur zu Baretti findet sich inzwischen auf der Homepage des Comitato Nazionale Giuseppe Baretti.

“Costa meno fatica lo stare a detta, che non giudicare d’ogni cosa col proprio giudizio.”

„Weniger Mühe macht es, beim allgemein Gesagten zu verharren als die Dinge aus eigener Verstandeskraft zu beurteilen.“

### Allgemeine Sekundärliteratur
- Mario Fubini: BARETTI, Giuseppe, Dizionario Biografico degli Italiani – Volume 6 (1964), Istituto dell'Enciclopedia italiana Treccani

- Luigi Piccioni: BARETTI, Giuseppe, Enciclopedia Italiana – Volume 6 (1930), Istituto dell'Enciclopedia italiana Treccani

- Domenico Consoli: BARETTI, Giuseppe, Enciclopedia Dantesca, 1970, Istituto dell'Enciclopedia italiana Treccani

### Originaltexte
- Giuseppe Baretti, Opere. Lettere e carteggi. . 1, Bari, Laterza, 1936 (it)

- Giuseppe Baretti, Opere. Lettere e carteggi. 2, Bari, Laterza, 1936 (it)

- Giuseppe Baretti, Scelta delle lettere familiari, Bari, Laterza, 1912 (it)

- Giuseppe Baretti, Prefazioni e polemiche, Bari, Laterza, 1911(it)

- Giuseppe Baretti, La Frusta letteraria 1, Bari, Laterza, 1932 (it)

- Giuseppe Baretti, La Frusta letteraria 2, Bari, Laterza, 1936 (it)

- Giuseppe Baretti, Raccolta di modi di dire italiani ed inglesi, Torino, presso Giuseppe Bocca, 1835 (it)
- Opere di Giuseppe Baretti bei https://openmlol.it (it)
- Giuseppe Baretti bei Open Library (it, en)
- Giovan Battista Baretti: Vita di Giuseppe Baretti bei Google Books (it)